# Salassi
I Salassi erano una popolazione di origine celtica che abitava il Canavese e la valle della Dora Baltea.

## Etnonimo
Il termine Salassi (in francese, Salasses) compare per la prima volta con i Romani. Il nome greco era identico (Σαλασσοί). Non è certa l'etimologia del nome.

## Storia

### Mitologia
Una leggenda, sostenuta nel Settecento  dallo scrittore e uomo politico valdostano Jean-Baptiste de Tillier (1678-1744), affermava che i Salassi discendessero da Ercole. In seguito, Cordelio figlio di Statulo, della stirpe di Saturno, si sarebbe messo a capo dei Salassi e si sarebbe stanziato nella Valle d'Aosta dove avrebbe fondato la città di Cordelia.

### Origini
Il popolo dei Salassi apparteneva alla cultura di La Tène, formatasi a nord delle Alpi intorno al VI secolo a.C. A seguito della loro espansione verso sud i Salassi giunsero nella valle della Dora Baltea e nel Canavese, scarsamente popolati, colonizzando l'intero territorio e fondando Eporedia (l'attuale Ivrea).

### Romanizzazione
Il primo scontro con i romani si ebbe nel 143 a.C., con il console Appio Claudio Pulcro, che venne sconfitto subendo gravi perdite. La penetrazione romana comunque proseguì e nel 100 a.C. il Senato Romano istituì la colonia latina di Eporedia, inserendo nel substrato celtico molti coloni romani.
Appiano di Alessandria scrisse che, durante gli anni delle campagne militari di Ottaviano in Illirico (35-33 a.C.), i Salassi occupavano le più alte montagne Alpine e che erano difficilmente accessibili, in quanto i percorsi per raggiungerli erano assai stretti e difficili da scalare. Per questo motivo essi non solo avevano conservato la loro indipendenza, ma riscuotevano anche pedaggi su quelli che passavano attraverso il loro paese. Fu allora inviato contro di loro, Gaio Antistio Vetere (come legatus Augusti pro praetore della Gallia Comata), il quale li aggredì all'improvviso, occupando i passi con uno stratagemma e combattendoli per due anni (35-34 a.C.). I Salassi furono così costretti ad arrendersi per mancanza di sale, che usavano in gran parte per conservare il cibo, ed a ricevere tra loro una guarnigione romana. Quando Antistio fece ritorno a Roma, riuscirono a cacciare la guarnigione in breve tempo, riprendendo possesso degli antichi passi e arroccandosi sulle montagne, quasi a deridere gli sforzi fatti da Augusto. Poco tempo dopo (34/33 a.C.) venne inviato contro di loro Marco Valerio Messalla Corvino, il quale riuscì a ridurli ancora una volta alla fame, anche se non in modo definitivo. Le ultime resistenze organizzate cessarono nel 25 a.C. con la fondazione di Augusta Praetoria, l'attuale Aosta, attraverso lo sterminio e la concessione del diritto romano agli abitanti superstiti.

## Lingua
I Salassi parlavano il gallico come molte altre tribù stanziate nell'Italia settentrionale. È possibile che parlassero un dialetto simile al leponzio.
La loro lingua ha lasciato tracce nel patois valdostano e nel canavesano e nei toponimi della Valle d'Aosta e Canavese. Si tratta soprattutto di espressioni legate alle attività quotidiane, come Bletsé (mungere), Modze (giovenca),  Barma (riparo naturale sotto una roccia) e Brèn (crusca), che risalgono all'epoca precedente all'insediamento romano.

Allo stesso modo, molte parole che riguardano la natura si sono conservate, come nel caso di Brènva (larice), Daille (pino silvestre) e Bèrrio (grande roccia o grossa pietra).
Molti toponimi hanno conservato la denominazione originale, come Dora (Dora Baltea), Bar (da cui Bard, Barbania, Bardonecchia), che significava villaggio fortificato e Ussel, che significava altura.

## Religione
La religione dei Salassi era dotata di un pantheon molto articolato, tipico di una religione politeista. I Salassi avevano un concetto delle divinità basato sugli eventi naturali e sovrannaturali. In particolare sul Gran San Bernardo era venerato il dio Penn poi trasformato dai Romani in Giove Pennino.

## Cultura

### Architettura

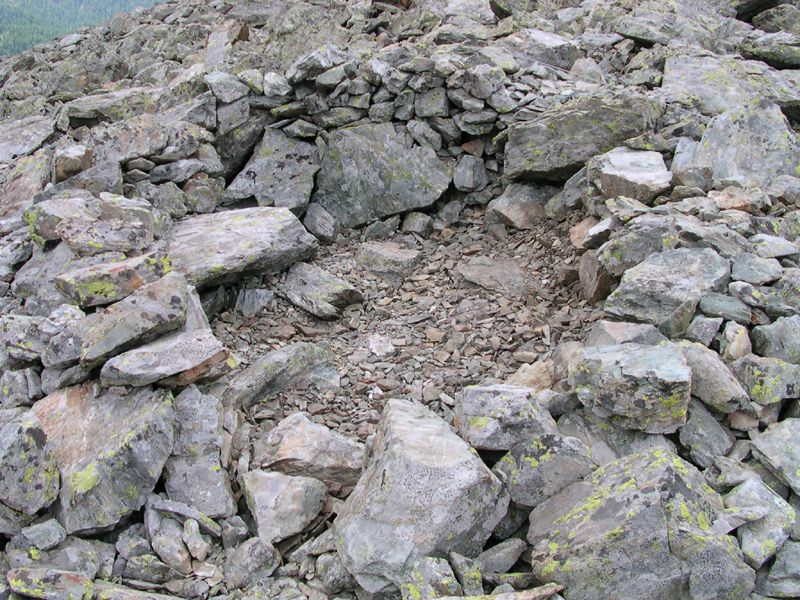
Capanna dei Salassi al villaggio Tantané, raggiungibile dalla frazione Artaz di La Magdeleine
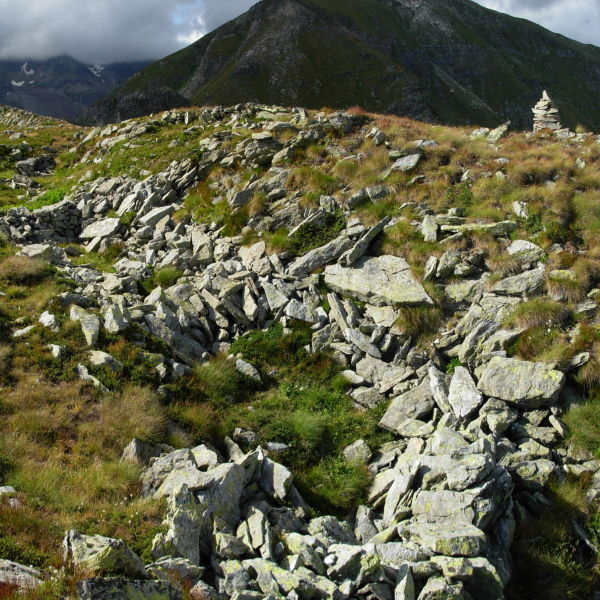
Resti di insediamento salasso sul Col Pierrey (2620 m)

### Vestiti
I Salassi indossavano, come i Celti, le brache, pantaloni indossati anche dalle tribù dell'Europa Orientale. In genere erano fatti di lino, canapa o lana ed erano decorati con motivi a quadretti o a righe; erano inoltre colorati molto vivacemente.

### Matrimonio
Il matrimonio dei Salassi non era religioso, ma sociale e quindi i coniugi potevano separarsi liberamente. A differenza del matrimonio romano, la moglie non entrava a far parte della famiglia del marito con i propri beni ma ne rimaneva sempre la proprietaria. Nel matrimonio c'era un rapporto paritario nell'ambito sociale: i due coniugi, dopo essersi sposati, versavano la stessa somma di denaro in comune. Questo era gestito direttamente dai coniugi. Se uno dei due coniugi moriva, l'altro prelevava dal comune solo la somma di denaro che gli apparteneva e distribuiva il rimanente agli eredi.

## Filmografia
- Rai Valle d'Aosta, La Valle d'Aosta e la sua storia. Parte I: Romani e Salassi tra mito e storia, 1988.